# Болотников, Павел Александрович
Павел Александрович Болотников (1834—1901) — контр-адмирал российского императорского флота.

## Биография
Родился 5 (17) ноября 1834 года. В метрической книге Знаменской церкви погоста Веретунь (в Торопецком уезде) было указано, что его отец — штабс-капитан Александр Павлович Болотников (39 лет), мать — Мария Григорьевна.
Павел Болотников 28 сентября 1848 года был зачислен в Морской кадетский корпус и уже в 1849 году он вышел в своё первое плавание на фрегате «Постоянство» под командованием капитана 1-го ранга А. Н. Софиано. В 1850—1852 годах он плавал на фрегате «Верность», в 1853 году — на фрегате «Надежда». При  переходе в старшие классы 15 сентября 1853 года Павел Болотников был произведён в кадетские гардемарины. 
Во время Крымской войны он участвовал в обороне Кронштадта и плавании к острову Гогланд с 15 мая по 30 августа 1853 года на корабле «Эмгейтен» под флагом адмирала П. И. Рикорда, в 1855 году — на  пароходо-фрегате «Рюрик», уже под  флагом генерал-адмирала великого князя Константина Николаевича. За участие в Крымской войне 26 августа 1856 года Болотников получил свою первую награду — бронзовую медаль на Андреевской ленте «В память войны 1853—1856 гг.».
После окончания учебы 4 мая 1855 года он был произведён в мичманы и назначен во Флотский экипаж. В 1856 году плавал по Финскому заливу на шхуне «Метеор», 1857 году — на  корвете «Буйвол». В 1858 году под  командой капитан-лейтенанта Чебышева на корвете «Медведь» участвовал в трёхлетнем заграничном плавании, по окончании которого 8 сентября 1860 года был награждён орденом Св. Станислава 3-й степени. Произведён в лейтенанты 1 января 1862 года, переведён в 15-й флотский экипаж и в августе 1862 года ушёл в плавание на клипере «Жемчуг», который потерпел аварию у острова Гогланд и был вынужден зимовать в  Англии. По возвращении служил в 4-м и 3-м флотских экипажах.
В 1865—1869 годах в отряде контр-адмирала Морского училища Римского-Корсакова он плавал с воспитанниками Морского училища по Финскому заливу и Балтийскому морю вахтенным начальником на корвете «Баян» и фрегате «Громобой»; 1 января 1867 года награждён орденом Св. Анны 3-й степени. С 24 сентября 1869 года был назначен на корвет «Баян» старшим офицером. 
Зимой 1869 года его назначили командовать частью 8-го флотского экипажа в Кронштадте; 28 марта 1871 года он был произведён в капитан-лейтенанты и вскоре получил назначение командиром винтовой лодки «Марево», на котором плавал в эскадре контр-адмирала барона Майделя по Финскому заливу с воспитанниками Морского училища; 1 января 1873 года награждён орденом Св. Станислава 2-й степени.
Затем он  командовал лодками «Хват» и «Прибой», был помощником экипажного командира. В 1877 году императорским приказом от 7 марта он был назначен командиром парусно-винтового корвета «Витязь», приказом главного командира Кронштадтского порта от 17 марта прикомандирован ко 2-му флотскому экипажу для продолжения исполнения занимаемой должности помощника экипажного командира, 27 марта награждён орденом Св. Анны 2-й степени, с 26 июня по 26 августа исполнял обязанности командира 2-го флотского экипажа, 2 сентября награждён бронзовой медалью за усмирение Польского восстания 1863-1864 годов. 
В 1880 году П. А. Болотников был произведён в капитаны 2-го ранга; 26 октября 1881 года назначен командиром монитора «Перун», на котором в составе шхерного отряда под командованием контр-адмирала Корнилова в  1885 году ходил к финляндским шхерам. За 25-летнюю службу на  флоте 23 января 1882 года он был награждён орденом Св. Владимира 4-й степени с бантом.
За отличие по службе 1 января 1885 года он был произведён в капитаны 1-го ранга,а через год, 1 января 1886 года, назначен командиром броненосного фрегата «Адмирал Лазарев», но уже 24 февраля того же года получил назначение командиром первого броненосца русской постройки «Не тронь меня». В 1887 году он командовал фрегатом «Адмирал Спиридов»; 29 февраля 1888 года получил последнее назначение — командиром 1-го флотского экипажа; 9 апреля 1889 года награжден орденом Св. Владимира 3-й степени. 
По состоянию здоровья подал в отставку, которая последовала 8 января 1890 года с пенсией и правом ношения мундира. В уважение заслуг перед Отечеством ему было присвоено звание контр-адмирала.
Был записан в VI часть дворянской родословной книги Псковской губернии.
Жена, дочь капитана 1-го ранга Елизавета Александровна Хартулари. Их дети: Мария (27.10.1869—?) и Александр (5.6.1877—1.8.1904). 
Умер в 1901 году. Был похоронен на Свято-Троицком кладбище в Ораниенбауме (ныне г. Ломоносов). 